# Саломе I
Саломе I (на латински: Salome; * 65 пр.н.е., † 10 г.) e единствената сестра на Ирод Велики от династията Иродиади.
Дъщеря е на идумееца Антипатър II и набатейката Кипрос. Тя има четири братя Фасаел, Ирод Велики, Йосиф и Ферорас.
Саломе се омъжва първо за чичо си Йосиф, брат на Антипатър. След екзекуцията на съпруга ѝ тя е омъжена от брат си за Костобар (34 пр.н.е. управител на Идумея и Газа).
Саломе и Костобар имат дъщеря Береника, която става майка на Ирод Агрипа I и още четири деца. Саломе успява да накара брат си да екзекутира Костобар
през 28/27 пр.н.е.
Влюбва се в богатия арабин Syllaios, управител при цар Obodas III, но няма право да се омъжи за него, понеже не искал да се обреже. Oмъжват я за Alexas.
Саломе ражда няколко дъщери (между тях Береника) и един син – Антипатър.
Саломе управлява териториите Ямния, Phasaelis и плантациите до Archelais, които завещава на Ливия Друзила, третата съпруга на император Август.
След смъртта ѝ нейните територии се управляват от Марк Амбибул, вторият прокуратор на римска Юдея.